# آرتش لابز
آرتش‌لابز (بالإنجليزية: ArchLabs)‏ هي توزيعة لينكس خفيفة ملغية معتمدة على آرتش لينكس مع مدير النوافذ أوبن بوكس. آرتش لابز مستوحى من توزيعة بنسِن‌لابز.